# La Châtre
La Châtre is een gemeente in het Franse departement Indre (regio Centre-Val de Loire). De gemeente telde 4.038 inwoners op 1 januari 2022. De plaats is de hoofdplaats van het gelijknamige arrondissement.
De gemeente ligt in de historische regio Berry. In de gemeente ligt het Musée George Sand et de la Vallée Noire.

## Geschiedenis
In de 11e eeuw vestigde Ebbes van Déols een kapittel van kanunniken in La Châtre. Rond de kapittelkerk gewijd aan Saint-Germain ontstond een ommuurde nederzetting met huizen, een markt en een kerkhof. Daarnaast zou er eerder al een feodaal kasteel bestaan hebben. In de 13e eeuw had de stad zich al uitgebreid buiten de oorspronkelijke ommuring. Na een woelige tijd, oorlogen, economische problemen en een pestuitbraak tijdens de 14e eeuw, kreeg de stad in de 15e eeuw een stadsomwalling met drie poorten. Ook werd er een donjon gebouwd door de heren van Chauvigny, die de heren van Déols waren opgevolgd als heren van de stad. Aan de oevers van de Indre verschenen graanmolens en leerlooierijen. Op de heuvels rond de stad werden wijngaarden aangeplant. In 1463 verleende Guy III van Chauvigny stadsrechten aan La Châtre. De stad bleef welvarend gedurende de volgende eeuwen: in de 16e eeuw kwam de burgerij op, in de 17e eeuw vestigden zich kloosters in de stad en in de 18e eeuw werd La Châtre een koninklijke stad waar verschillende instellingen waren gevestigd. Aan het einde van de 18e eeuw werden de stadsmuren geslecht en de stad breidde zich in westelijke richting uit in de loop van de 19e eeuw. De stad bloeide ook cultureel tijdens deze eeuw met de bouw van een theater. George Sand ontving in het nabijgelegen kasteel van Nohant artiesten en schrijvers.

## Geografie
De oppervlakte van La Châtre bedroeg op 1 januari 2022 6,06 vierkante kilometer; de bevolkingsdichtheid was toen 666,3 inwoners per km². De Indre stroomt door de gemeente.
De onderstaande kaart toont de ligging van La Châtre met de belangrijkste infrastructuur en aangrenzende gemeenten.

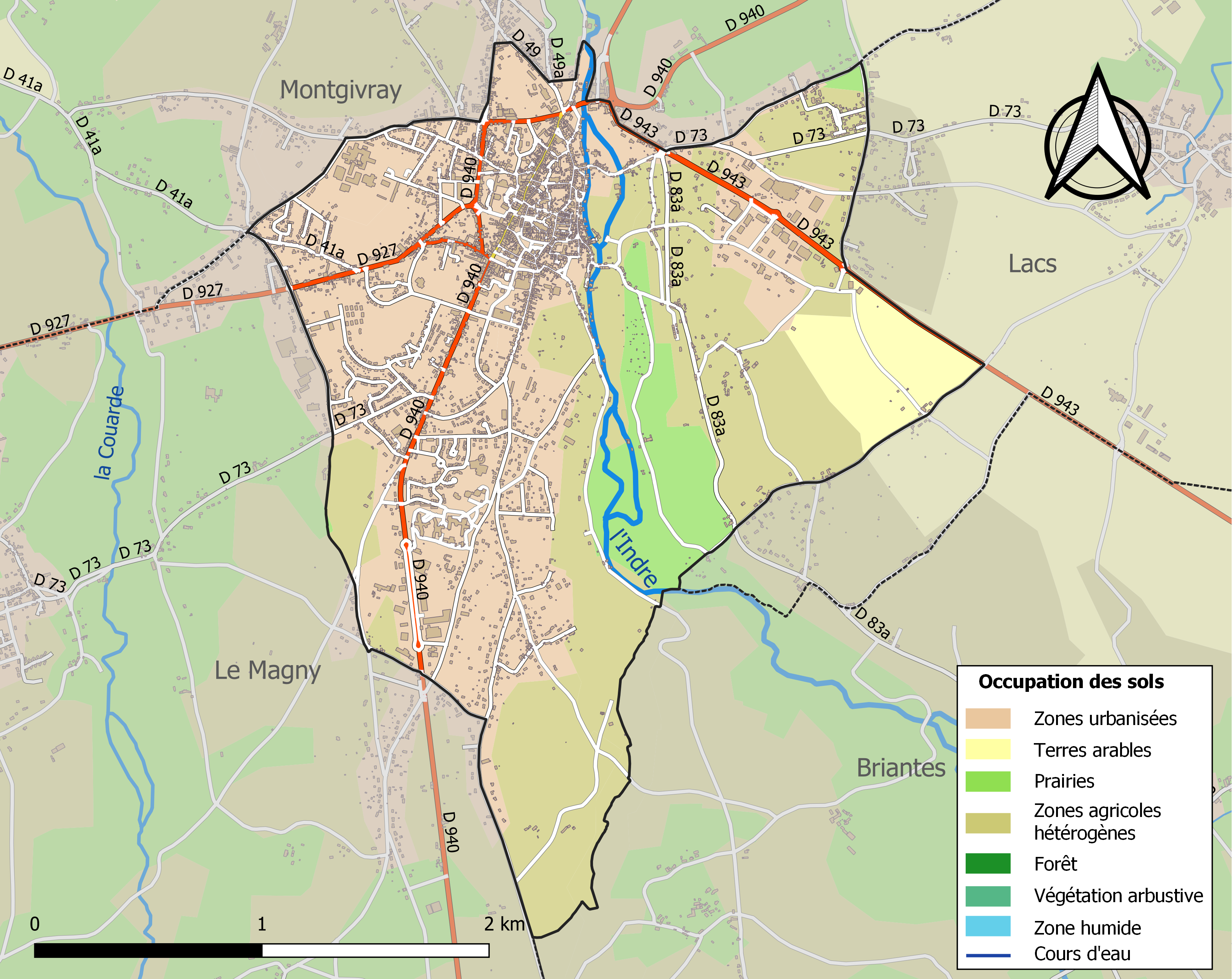

## Demografie
Onderstaande figuur toont het verloop van het inwonertal (bron: INSEE-tellingen).

## Stedenband
- Spilimbergo (Italië)